# 泡沙参
泡沙参（学名：Adenophora potaninii）是桔梗科沙参属的植物，为中国的特有植物。分布在中国大陆的四川、宁夏、青海、甘肃、陕西、山西等地，生长于海拔600米至3,100米的地区，常生长在灌丛、阳坡草地和林下，目前尚未由人工引种栽培。

## 别名
灯花草、灯笼花、奶腥菜花、泡参

## 异名
- Adenophora potaninii Korsh. var. bockiana (Diels) S. W. Liu